# Geschwister – Kardeşler
Geschwister – Kardeşler ist ein deutscher Film von Thomas Arslan mit Kool Savas aus dem Jahr 1997. Er ist der erste Teil der „Berlin-Trilogie“ des Filmemachers, zu der weiterhin die Filme Dealer (1999) und Der schöne Tag (2001) gehören. Arslan thematisiert in seinen Filmen das Leben junger türkischstämmiger Menschen der zweiten und dritten Generation in Berlin. Produziert wurde der Film für die ZDF-Reihe Das kleine Fernsehspiel.

## Handlung
Der Film handelt von den Geschwistern Erol, Ahmed und Leyla, die mit türkischem Vater und deutscher Mutter in Berlin-Kreuzberg aufwachsen und noch in der elterlichen Wohnung leben. Erol ist türkischer Staatsbürger geworden, fühlt sich im türkischen Jugendmilieu wohl und kümmert sich nicht um seine Zukunftsperspektiven. Ahmed und Leyla wollen aus dem türkischen Mikrokosmos ausbrechen. Der Film spielt vor allem im Kreuzberger Kiez und zeigt die Unternehmungen und Treffen der Protagonisten mit Freunden und Bekannten. Dabei unterhalten sie sich in der in Kreuzberg gängigen Jugendsprache.

## Kritik
„Regisseur Arslan […] vermeidet […] übliche Türken-Klischees und schafft authentische Porträts von überraschend unterhaltsamer Leichtigkeit.“